# Lemnia
Lemnia é uma comuna romena localizada no distrito de Covasna, na região histórica da Transilvânia. A comuna possui uma área de 95.05 km² e sua população era de 1989 habitantes segundo o censo de 2007.